# 黑鹇
黑鹇（学名：Lophura leucomelanos），古亦作鸕雉，是一種中型雉類，屬於雉科鷴屬，雄鳥全身青黑色，主要分布於喜馬拉雅山脈南側至中南半島東部一帶，為東洋界特有鳥種。
黑鷴，雄鳥全長57～59公分，大小似白鷴，幾乎全黑。頭、後頸及頸側均紫黑；頭上有直立同色羽冠；背部為具紫色光輝之藍黑色。下背、腰及尾上覆羽深藍，羽端呈寬闊的白色。尾與背同色，胸羽為披針狀，呈白色而沾灰；下體黑褐色。
雌鳥，大都紅褐色，胸、腹較淡。各羽中部稍暗，而具較寬的淡色羽緣。

## 保护
- 中国国家重点保护动物等级：二级

## 亚种
- 黑鷴西喜馬拉雅亞種（學名：Lophura leucomelanos hamiltoni）。分布於巴基斯坦北部至尼泊爾西部。
- 黑鷴藏南亞種（学名：Lophura leucomelanos lathami）。分佈於不丹、印度、缅甸以及西藏。该物种的模式产地在印度阿萨姆邦锡耳黑特。[3]
- 黑鷴指名亞種（学名：Lophura leucomelanos leucomelanos）。分佈於尼泊爾以及西藏等地。该物种的模式产地在尼泊尔。[4]